# Greetings from L.A.
Albums de Tim Buckley
Starsailor
(1970) Sefronia
(1973)
Greetings from L.A. est un album de Tim Buckley, sorti en 1972.

## L'album
Il fait partie des 1001 albums qu'il faut avoir écoutés dans sa vie. 

### Titres
Tous les titres sont de Tim Buckley, sauf mentions. 
1. Move with Me (Buckley, Jerry Goldstein) (4:52)
2. Get on Top (6:33)
3. Sweet Surrender (6:47)
4. Nighthawkin' (3:21)
5. Devil Eyes (6:50)
6. Hong Kong Bar (Buckley, Joe Falsia) (7:08)
7. Make It Right (Larry Beckett, Buckley, Falsia, Goldstein) (4:07)

### Musiciens
- Tim Buckley : guitare, voix
- Chuck Rainey, Joe Falsia : guitare
- Venetta Fields, Clydie King, Lorna Willard : chœurs
- Reinhold Press, Chuck Rainey : basse
- Harry Hyams, Ralph Schaeffer : alto
- Louis Kievman, William Kurash : violon
- Robert Konrad : violon, guitare
- Jesse Ehrlich : violoncelle
- Kevin Kelly : orgue, piano
- Paul Norros, Eugene Siegel : saxophone
- Carter Collins : congas
- Ed Greene : batterie